# Sabellastarte sanctijosephi
Sabellastarte sanctijosephi är en ringmaskart som först beskrevs av Gravier 1906.  Sabellastarte sanctijosephi ingår i släktet Sabellastarte och familjen Sabellidae. Inga underarter finns listade i Catalogue of Life.